# 1er octobre 1957

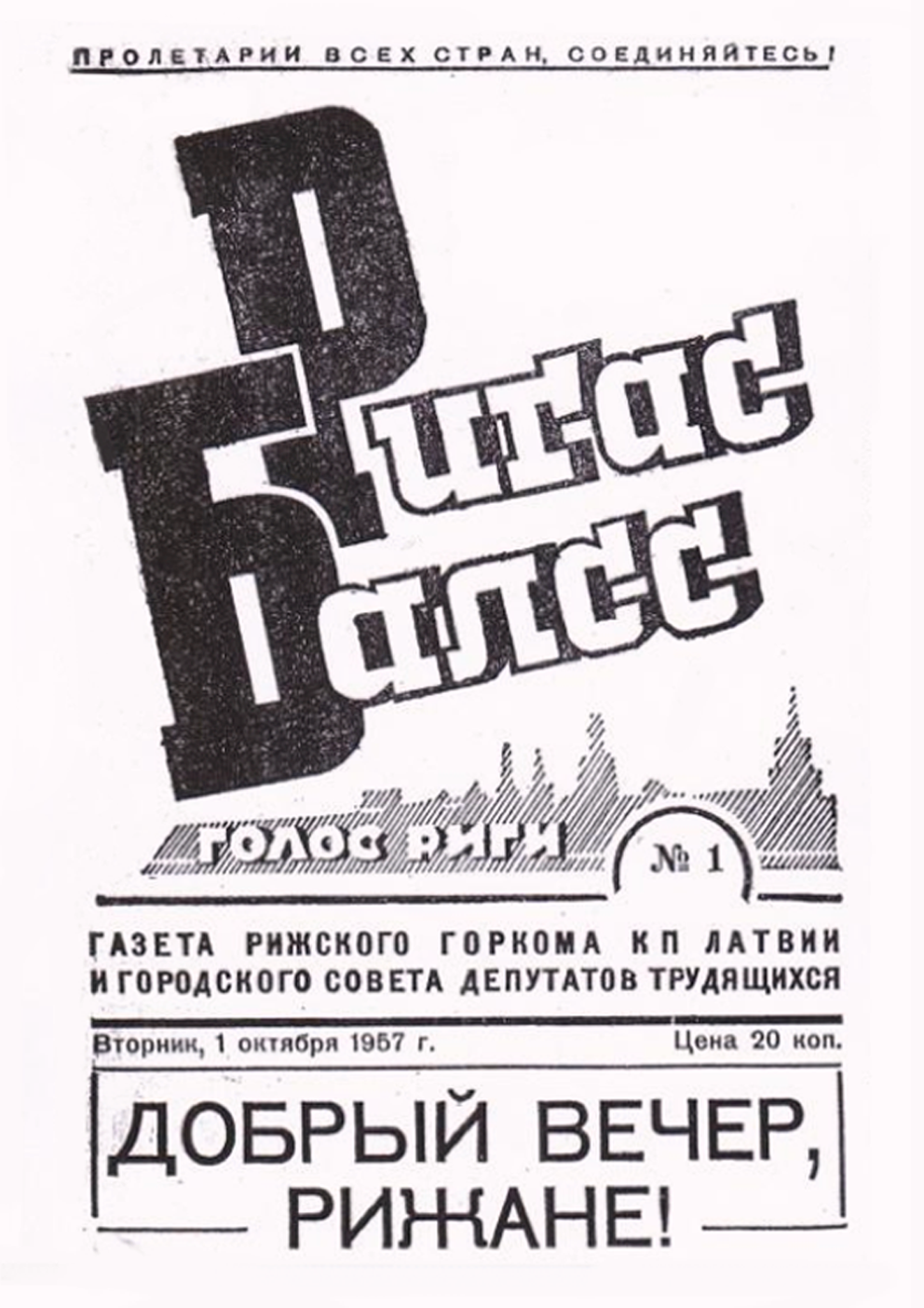

Le mardi 1er octobre 1957 est le 274e jour de l'année 1957.

## Naissances
- Ian Allinson, joueur de football britannique ;
- Roberto Beneduce, anthropologue italien ;
- Mohamed Bhar, auteur-compositeur-interprète tunisien ;
- Bernard Carayon, personnalité politique française ;
- Luminița Cioabă, écrivaine roumaine ;
- Fabienne Courtade, poétesse française ;
- Yvette Freeman, actrice américaine ;
- Oldřich Hejdušek, rameur tchèque ;
- Naeem Saad, joueur de football koweïtien ;
- Minendra Rijal, homme politique népalais ;
- Éva Tardos, mathématicienne d'origine hongroise.

## Décès
- Jacques Fesch (né le 6 avril 1930), condamné à mort à la suite d'un homicide involontaire sur un agent de police.

## Événements
- Création de la revue mensuelle Amis-Coop.
- Parution de l'article scientifique B²FH.
- Sortie de l'album Bass on Top de Paul Chambers.
- Sortie de l'interprétation de Frank Sinatra de la chanson Chicago.